# Christián Herc
Christián Herc (Levice, 30 settembre 1998) è un calciatore slovacco, centrocampista del DAC Dunajská Streda.

## Caratteristiche tecniche
È un centrocampista centrale.

## Carriera

### Club
Cresciuto nel settore giovanile del Nitra, nel 2014 viene acquistato dal Wolverhampton.

### Nazionale
Il 14 novembre 2017 ha esordito con la Nazionale Under-21 slovacca disputando il match di qualificazione per gli Europei Under-21 2019 perso 5-1 contro la Spagna.
Il 25 marzo 2022 ha esordito in nazionale maggiore nella sconfitta per 2-0 contro la Norvegia in amichevole.